# Ловлок (Невада)
Ловлок (англ. Lovelock) — город и административный центр округа Першинг в штате Невада, в США. Основан в 1868 году. Статус города носит с 1917 года. Население по переписи 2020 года составляло 1805 человек.
Название города происходит от фамилии местного землевладельца Джорджа Ловлока. Рядом с населённым пунктом находятся мужское исправительное учреждение и артиллерийский полигон времён холодной войны. Во времена золотой лихорадки на месте города располагалась дорожная остановка по пути в Калифорнию, затем здесь построили железнодорожную станцию. Местная экономика основана на сельском хозяйстве, добыче полезных ископаемых и туризме.

## История
Первое поселение на месте будущего города возникло в середине XIX века как остановка на тракте Гумбольдта в Калифорнию. Поселенцы собирали дикую рожь и торговали сеном. В 1866 году здесь поселился Джордж Ловлок из Калифорнии, приобретший 129 га земли и получивший право на воду в реке Гумбольдт. Основание города было связано со строительством Центрально-Тихоокеанской железной дороги, которая была проложена в этом месте в августе 1868 года. Джордж Ловлок выделил под железнодорожное депо 34 га, поэтому станция была названа в его честь. Затем Ловлок занялся горным делом и обнаружил много ценных залежей в окрестностях нового города, что способствовало активизации железнодорожного движения. Он также был первым почтмейстером города и инвестировал в местное строительство. В частности, им был построен отель «Биг Мэдоуз» на Мейн-стрит, рядом с железнодорожной станцией, и здание, которое впоследствии стало автовокзалом «Грейхаунд».
В 1900 году в Ловлоке уже действовали школа, церкви и деловой район на Рейлуэй-стрит, позже переименованной в Уэст-Бродвей. Издавались три еженедельные газеты: «Ловлок Трибьюн», «Ловлок Стандарт» и «Аргус». В августе 1908 года был основан еженедельник «Ловлок Ревью», который в январе 1911 года был переименован в «Ловлок Ревью — Минер», издающийся по сей день.
Статус города был присвоен Ловлоку в 1917 году. В 1919 году он стал административным центром округа Першинг, который был выделен из южной части округа Гумбольдт, и в Ловлоке построили здание суда. Горнодобывающая промышленность, сельское хозяйство, официальный игорный бизнес и официальная проституция (в городе работали три борделя) были главными источниками дохода городской казны. В 1968 году в Ловлоке торжественно отметили столетие со дня его основания. В 1983 году старая 40 государственная автомагистраль была выведена из центра города по 80 межштатной трассе. В начале 1990-х закрылось и железнодорожное депо. С тех пор город рекламирует себя как туристическую достопримечательность с историческими зданиями и специальными аттракционами.
В шахтах рядом с городом до сих пор ведётся добыча полезных ископаемых. С 2011 года в шахте Кур-Рочестер добываются серебро и золото. Работы ведутся также на золотом прииске Рельеф-Каньон. Диатомит добывается на шахте Коладо.

## География
Ловлок располагается в бассейне реки Гумбольдт, очень близко к истоку реки. Примерно в 32 км от города находится пещера коренных американцев — северных пайютов. Она имеет форму подковы шириной около 11 м и длиной 46 м. В пещере было обнаружено несколько приманок для уток и другие артефакты.
По данным Бюро переписи населения США, город имеет общую площадь 2,3 км². На подъездных путях размещены четыре приветственных знака разного дизайна с мотивами пионеров и Дикого Запада. В южной части города находится резервация пайютов площадью 20 акров, в которой, после изменения законодательства штата,  открылся диспансер с лечением марихуаной.
Согласно системе классификации климата Кеппена, в Ловлоке холодный пустынный климат, который на климатических картах обозначается аббревиатурой «BWk». Самая высокая температура, зарегистрированная в городе, составляла 44° C 5 июля 2007 года, а самая низкая зарегистрированная температура была -39° C 25 января 1949 года.

## Население
По переписи 2000 года в городе проживало 2003 человека и 493 семьи, насчитывалось 778 домашних хозяйств. Плотность населения составляла 892,5 человека на квадратный километр. Имелась 951 единица жилья со средней плотностью 423,7 на квадратный километр. Расовый состав населения был следующим: евроамериканцы 76,49 %, афроамериканцы 0,80 %, коренные американцы 7,14 %, азиаты 0,70 %, жители островов Тихого океана 0,20 %, представителем других рас 10,03 % и представители двух или более рас 4,64 %. Латиноамериканцы или латиноамериканцы любой расы составляли 24,21 % населения.
В 778 домашних хозяйствах 33,5 % имели детей в возрасте до 18 лет, 47,8 % были супружескими парами, проживающими вместе, 9,3 % были одинокими женщинами, 36,6 % не были семьями. 31,5 % всех домохозяйств состояли из отдельных лиц, в 12,5 % проживали одинокие люди в возрасте 65 лет и старше. Средний размер домохозяйства составлял 2,52 человека, средний размер семьи — 3,22 человека.
По возрастным показателям население города было следующим: 31,2 % в возрасте до 18 лет, 7,5 % от 18 до 24 лет, 27,2 % от 25 до 44 лет, 20,9 % от 45 до 64 лет и 13,3 % в возрасте 65 лет или старше. Средний возраст горожан составлял 34 года. На каждые 100 женщин приходилось 107,8 мужчин. На каждые 100 женщин в возрасте 18 лет и старше приходилось 105,2 мужчин.
Средний доход домашнего хозяйства в городе составлял 39 563 доллара США, а средний доход семьи — 44 885 долларов США. Средний доход мужчин составлял 38 658 долларов США против 20 371 доллара США у женщин. Доход на душу населения в городе составлял 17 233 доллара США. Около 9,6 % семей и 19,2 % населения находились за чертой бедности, в том числе 18,9 % лиц моложе 18 лет и 19,3 % лиц в возрасте 65 лет и старше. Большинство населения получают доходы от занятий сельским хозяйством и добычи полезных ископаемых.

## Культура
Ежегодно в мае в городе проходит фестиваль португальской музыки, а в июле — уик-энд «Дни фронтира». С 2004 года в Ловлоке также проводятся гонки на воздушных шарах, в июне — автомобильное шоу «Лавлок стрит февер». Главная достопримечательность города — «Площадь замко́в любви» за зданием окружного суда, где с 2005 года влюблённые пары оставляют замок в «бесконечной цепи», символизирующий вечность их отношений. В городе действует трасса для гонок по бездорожью, известная как «Ловлок Спидуэй».
Исторические здания Ловлока включают деревянную Методистскую церковь Милости на углу Корнелл-авеню и 8-й улицы, которая была построена в 1886 году. Она была разрушена пожаром 1922 года и восстановлена с колокольней без первоначального шпиля. В 1983 году церковь сильно пострадала от очередного пожара и снова была восстановлена. Музей Марзен-Хаус, ещё одно здание в викторианском стиле, построенное в 1874 году. Этот бывший фермерский дом с ранчо Биг-Медоу в черте Ловлока был перевезён на новое место в 1980-х годах. На территории самого ранчо расположены пробирная лаборатория, сараи для сельскохозяйственной техники и здания, в которых хранятся старинные автомобили. Интерьеры фермерского дома представлены мебелью XIX века. В нём также действует музей, экспозиция которого посвящена истории города.
Лонфорн-бар у Уст-Бродвея, одно из немногих сохранившихся коммерческих зданий в типичном для Невады стиле. Неподалеку находится железнодорожное депо, построенное в 1880 году. В 1999 году оно было передано городу компанией «Союз Тихоокеанской железной дороги»; здание восстановили и перенесли на другое место, в настоящее время в нём открыта закусочная. Оно было зарегистрировано как историческое здание в 2004 году. Здание суда округа Першинг было построено в 1919 году по проекту архитектора Фредерика Джозефа Делонгшампа и также является архитектурной достопримечательностью города.
Дебютный альбом фолк-рок-группы Center Divide «От Ловлока к Уиннемакка» (англ. Lovelock to Winnemucca) 1999 года, берёт своё название от пустынного участка 80-й межштатной трассы, а вступительный трек этого альбома под названием «Ловлок» (англ. Lovelock) описывает местный городской пейзаж. Прерванное путешествие является темой песни «Лимб в Ловлоке» (англ. Limbo in Lovelock) из альбома «Жизнь на Северо-востоке» (англ. Live in the Northeast) 2007 года струнной группы Hot Buttered Rum. В песне поломка двигателя приводит исполнителя к вынужденной остановке в городе и посещению местной закусочной «Каупоук Кафе» (англ. Cowpoke Café).
Уроженцем Ловлока является поэт Адриан Льюис, который вырос в местной резервации пайютов. В своих стихах он часто упоминает родной город. Ловлоку посвящены стихи Шона Т. Гриффина и Кирка Робертсона. Роман Стивена Блая  2003 года о Диком Западе «Опасная поездка через равнины Гумбольдта» посвящён месту, на котором позднее появился Ловлок, и его основателю. Город является местом действия другого романа 2010 года Лесли Хейл Робертс «Лавлок, Невада: объяснение». Остановка в этом городе стала предметом отмеченного наградами рассказа Фреда Либрона «Ловлок», позднее включённого им в свой роман 1996 года «На западе». 
Пейзажи Ловлока и его окрестностей вдохновляли многих художников. В 1876 году здесь работал Томас Моран. Спустя чуть больше века, в 1978 году, город стал темой двух работ Джона Пфала — «Lovelock Seed Co» и «Lovelock gas station». В 1940 году Эйнар Хансен был приглашён Федеральным художественным проектом для росписи фрески в новом здании почтового отделения; темой фрески он выбрал открытие Комстокской жилы. В 1944 году художник Франц Треворс получил заказ от представителя местной игорной индустрии на шесть больших полотен на западные сюжеты, которые позже были установлены в казино «Феликс Бэнк Клаб» на Мейн-стрит. По большей части картины были основаны на сюжетах Чарльза Мариона Рассела, но с оригинальными деталями, принадлежащими художнику.